# 夏季奥林匹克运动会马拉松比赛
夏季奥运会马拉松赛是综合运动会中唯一举办的公路赛跑项目。自1896年奥运会以来，男子马拉松一直出现在奥林匹克运动会田径比赛中。近九十年后，女子项目才出现在1984年奥运会的比赛项目中。

## 历史
现代马拉松赛事的概念在現代奧林匹克運動會首次創立，米歇尔·布雷亚尔向皮埃尔·德·顾拜旦提出在第一届奥运会上举办马拉松比赛的想法，这个想法基于一个源于非常流行的马拉松战役中的一个神话，传说中说道菲迪皮德斯从希腊马拉松镇跑到雅典传达希腊在战斗中胜利的信息，1896年的比赛从马拉松镇开始，终点设在雅典的帕纳辛奈科斯体育场，全长约40公里（约25英里） 。  1896年4月10日，希腊人斯皮里宗·路易斯以2小时58分50秒的成绩赢得了第一场奥运会马拉松比赛。当雅典在2004年再次主办奥运会时，重复了从马拉松镇到帕纳辛奈科斯体育场之间的路线。
比赛距离从40-42公里之间。在早期比赛中，因为它通常基于组织者认为合适的两点之间的距离。 1908年伦敦奥运会确定了标准距离为26英里，385码（42.195公里）。 然而直到1924年巴黎奥运会，这个距离才成为奥运会的标准。 
奥林匹克马拉松在西方世界迅速流行起来，并迅速催生了许多长期的年度赛事，包括 1897年的波士顿马拉松、1902年的环巴黎马拉松、1907年的扬克斯马拉松和1909年的伦敦理工学院马拉松。在20世纪，此类马拉松在国际公路跑步运动的扩张中发挥了关键作用。  
在奥运会的最后一天，男子奥运会马拉松比赛成为田径赛程上的最后一项赛事已经是一项传统。 2024年巴黎奥运会最后一项改为女子马拉松比赛。自1964年东京奥运会以来比赛都是在奥林匹克体育场内完成的；然而，在2004年雅典奥运会上，终点在历史悠久的帕纳辛奈科斯体育场。在2012年伦敦奥运会上，起点和终点在林荫大道， 在2016年里约奥运会上，起点和终点在作为狂欢节所在地萨普卡伊侯爵森巴场。 在2020年东京奥运会上，由于主办城市的高温问题，马拉松比赛改为在札幌举行。 通常，男子马拉松奖牌会在闭幕式上颁发。2020东京奥运，男子和女子奖牌都在闭幕式上颁发。2024年巴黎奥运会，闭幕式上只颁发女子马拉松奖牌。
現時该赛事的男子及女子奥运会纪录都是在2024年巴黎奧運創造的，其中男子紀錄保持者是塔米拉特·托拉，時間是2:06:26小时；女子紀錄保持者是西凡·哈桑，時間是2:22:55小时。男子马拉松世界纪录在奥运会上多次提高：1908年、1920年，然后是阿比比·比基拉在1960年和1964年奥运会上连续打破纪录。 阿比比·比基拉、瓦尔德马·切尔平斯基和埃鲁德·基普乔格是仅有的在马拉松比赛中获得两枚奥运金牌的运动员。没有运动员赢得超过两枚以上的奖牌。埃塞俄比亚在这项赛事中获得了最多的金牌，有6枚，而肯尼亚运动员获得的奖牌总数最多，共有15枚。

## 奖牌总结

### 男子

#### 歷屆獎牌得主及紀錄
| 届数                      | 金牌                                  | 银牌                                 | 铜牌                                  |
| 1896年雅典 （詳細）       | 斯皮里宗·路易斯 · 希腊（GRE）         | 卡里勞斯·瓦西拉科斯 · 希腊（GRE）    | 克爾納·久洛 · 匈牙利（HUN）           |
| 1900年巴黎 （詳細）       | 米歇尔·泰阿托 · 卢森堡（LUX）         | 埃米尔·尚皮翁 · 法国（FRA）          | 恩斯特·法斯特 · 瑞典（SWE）           |
| 1904年圣路易斯 （詳細）   | 托马斯·希克斯 · 美国（USA）           | 阿尔贝·科雷 · 法国（FRA）            | 阿瑟·纽顿 · 美国（USA）               |
| 1908年伦敦 （詳細）       | 约翰尼·海斯 · 美国（USA）             | 查尔斯·赫弗伦 · 南非（RSA）          | 约瑟夫·福肖 · 美国（USA）             |
| 1912年斯德哥爾摩 （詳細） | 肯·麦克阿瑟 · 南非（RSA）             | 克里斯蒂安·吉彻姆 · 南非（RSA）      | 加斯頓·斯特羅比諾 · 美国（USA）       |
| 1920年安特衛普 （詳細）   | 汉内斯·科莱赫迈宁 · 芬兰（FIN）       | 尤里·洛斯曼 · 爱沙尼亚（EST）        | 瓦莱里奥·阿里 · 意大利（ITA）         |
| 1924年巴黎 （詳細）       | 阿尔宾·斯滕罗斯 · 芬兰（FIN）         | 罗密欧·贝尔蒂尼 · 意大利（ITA）      | 克拉倫斯·迪瑪爾 · 美国（USA）         |
| 1928年阿姆斯特丹 （詳細） | 布赫拉·艾爾·瓦菲 · 法国（FRA）        | 曼努埃尔·普拉萨 · 智利（CHI）        | 马尔蒂·马泰林 · 芬兰（FIN）           |
| 1932年洛杉磯 （詳細）     | 胡安·卡洛斯·萨瓦拉 · 阿根廷（ARG）    | 萨姆·费里斯 · 英国（GBR）            | 阿马斯·托伊沃宁 · 芬兰（FIN）         |
| 1936年柏林 （詳細）       | 孫基禎 · 日本（JPN）                  | 厄尼·哈珀 · 英国（GBR）              | 南昇龙 · 日本（JPN）                  |
| 1948年倫敦 （詳細）       | 德尔福·卡夫雷拉 · 阿根廷（ARG）       | 湯姆·理查茲 · 英国（GBR）            | 艾蒂安·蓋利 · 比利时（BEL）           |
| 1952年赫爾辛基 （詳細）   | 埃米尔·扎托佩克 · 捷克斯洛伐克（TCH） | 雷納爾多·戈爾諾 · 阿根廷（ARG）      | 古斯塔夫·扬松 · 瑞典（SWE）           |
| 1956年墨爾本 （詳細）     | 阿兰·米蒙 · 法国（FRA）               | 弗拉尼奥·米哈利奇 · 南斯拉夫（YUG）  | 韦科·卡尔沃宁 · 芬兰（FIN）           |
| 1960年羅馬 （詳細）       | 阿比比·比基拉 · 埃塞俄比亚（ETH）     | 賴迪·本·阿卜德蘇拉姆 · 摩洛哥（MAR） | 巴里·馬基 · 新西兰（NZL）             |
| 1964年東京 （詳細）       | 阿比比·比基拉 · 埃塞俄比亚（ETH）     | 巴兹尔·希特利 · 英国（GBR）          | 圆谷幸吉 · 日本（JPN）                |
| 1968年墨西哥城 （詳細）   | 馬莫·沃爾德 · 埃塞俄比亚（ETH）       | 君原健二 · 日本（JPN）               | 邁克·萊恩 · 新西兰（NZL）             |
| 1972年慕尼黑 （詳細）     | 弗兰克·肖特 · 美国（USA）             | 卡爾·利斯蒙特 · 比利时（BEL）        | 馬莫·沃爾德 · 埃塞俄比亚（ETH）       |
| 1976年蒙特利爾 （詳細）   | 瓦尔德马·切尔平斯基 · 东德（GDR）     | 弗兰克·肖特 · 美国（USA）            | 卡爾·利斯蒙特 · 比利时（BEL）         |
| 1980年莫斯科 （詳細）     | 瓦尔德马·切尔平斯基 · 东德（GDR）     | 杰拉德·奈博爾 · 荷兰（NED）          | 薩提姆庫爾·朱馬納札羅夫 · 苏联（URS） |
| 1984年洛杉磯 （詳細）     | 卡洛斯·洛佩斯 · 葡萄牙（POR）         | 约翰·特里西 · 爱尔兰（IRL）          | 查利·斯佩丁 · 英国（GBR）             |
| 1988年首爾 （詳細）       | 杰林多·博尔丁 · 意大利（ITA）         | 道格拉斯·瓦基胡里 · （KEN）          | 侯賽因·艾哈邁德·薩拉 · 吉布提（DJI）  |
| 1992年巴塞羅那 （詳細）   | 黄永祚 · 韩国（KOR）                  | 森下广一 · 日本（JPN）               | 斯特凡·弗赖冈 · 德国（GER）           |
| 1996年亞特蘭大 （詳細）   | 約西亞·瑟古安 · 南非（RSA）           | 李鳳柱 · 韩国（KOR）                 | 埃里克·瓦伊納納 · （KEN）             |
| 2000年悉尼 （詳細）       | 蓋贊尼·阿貝拉 · 埃塞俄比亚（ETH）     | 埃里克·瓦伊納納 · （KEN）            | 特斯法耶·托拉 · 埃塞俄比亚（ETH）     |
| 2004年雅典 （詳細）       | 斯特凡諾·巴爾迪尼 · 意大利（ITA）     | 梅布拉托姆·凱弗萊西 · 美国（USA）    | 萬德雷·科代羅·利馬 · 巴西（BRA）      |
| 2008年北京 （詳細）       | 塞繆爾·萬吉魯 · （KEN）               | 賈瓦德·卡里布 · 摩洛哥（MAR）        | 謝斯基·基比迪 · 埃塞俄比亚（ETH）     |
| 2012年倫敦 （詳細）       | 斯蒂芬·基普罗蒂奇 · 乌干达（UGA）     | 阿貝爾·基魯伊 · （KEN）              | 威尔逊·基普桑 · （KEN）               |
| 2016年里約熱內盧 （詳細） | 埃利乌德·基普乔盖 · （KEN）           | 費伊薩·利勒沙 · 埃塞俄比亚（ETH）    | 蓋倫·魯普 · 美国（USA）               |
| 2020年東京 （詳細）       | 埃利乌德·基普乔盖 · （KEN）           | 阿卜迪·納格耶 · 荷兰（NED）          | 巴希爾·阿卜迪 · 比利时（BEL）         |
| 2024年巴黎 （詳細）       | 塔米拉特·托拉 · 埃塞俄比亚（ETH）     | 巴希尔·阿卜迪 · 比利时（BEL）        | 本森·基普鲁托 · （KEN）               |

#### 多枚奖牌获得者
| 排名 | 运动员              | 代表团            | 奥运会    | 金牌 | 银牌 | 铜牌 | 总计 |
| ---- | ------------------- | ----------------- | --------- | ---- | ---- | ---- | ---- |
| 1=   | 阿比比·比基拉       | 埃塞俄比亚（ETH） | 1960–1964 | 2    | 0    | 0    | 2    |
| 1=   | 瓦尔德马·切尔平斯基 | 东德（GDR）       | 1976–1980 | 2    | 0    | 0    | 2    |
| 1=   | 埃利乌德·基普乔盖   | （KEN）           | 2016–2020 | 2    | 0    | 0    | 2    |
| 3    | 弗兰克·肖特         | 美国（USA）       | 1972–1976 | 1    | 1    | 0    | 2    |
| 4    | 马默·沃尔德         | 埃塞俄比亚（ETH） | 1968–1972 | 1    | 0    | 1    | 2    |
| 5=   | 卡雷尔·里斯莫特     | 比利时（BEL）     | 1972–1976 | 0    | 1    | 1    | 2    |
| 5=   | 埃里克·韦纳纳       | （KEN）           | 1996–2000 | 0    | 1    | 1    | 2    |

#### 各国奖牌数

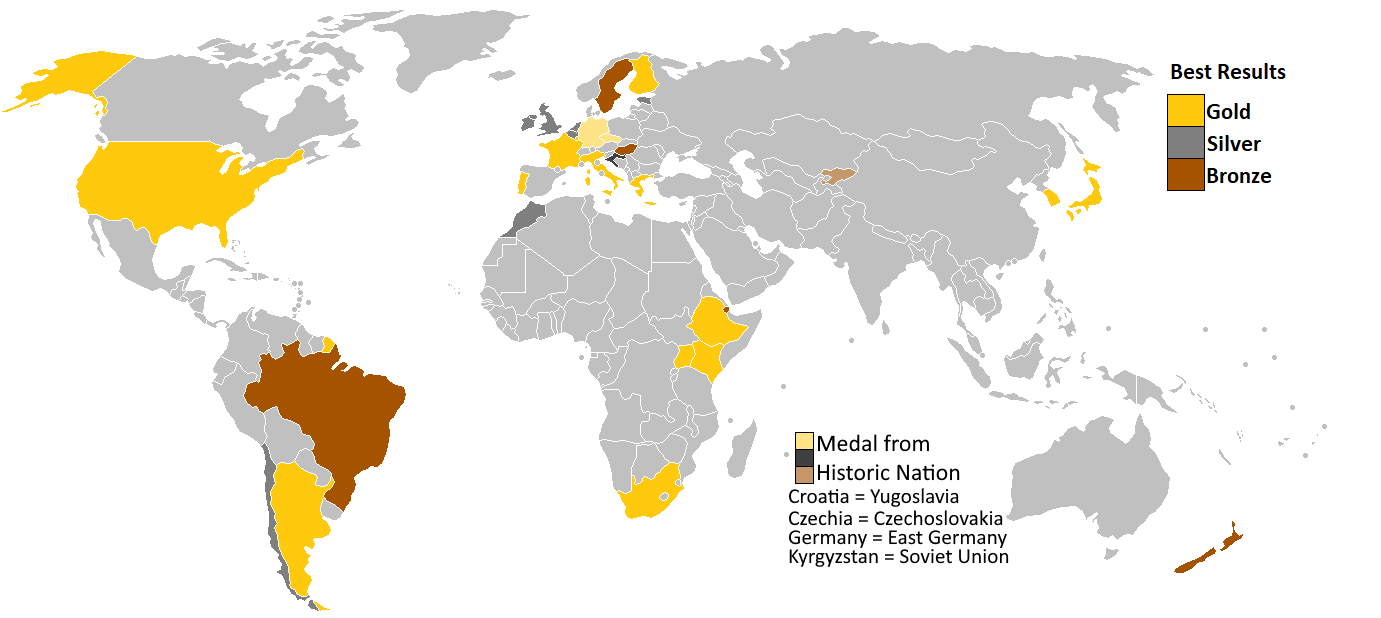
男子马拉松最好成绩地图

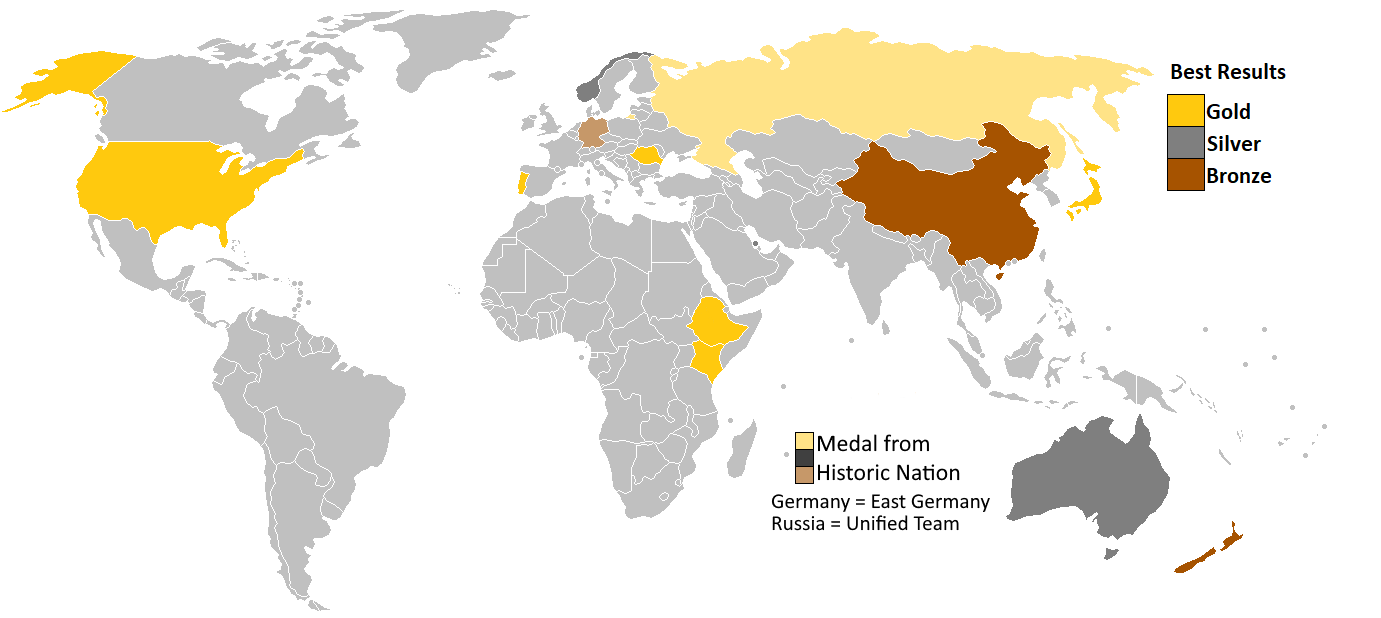
女子马拉松最好成绩地图

最後更新：2020年东京奥运会

| 排名                      | 国家 / 地区               | 金牌 | 銀牌 | 銅牌 | 总计 |
| ------------------------- | ------------------------- | ---- | ---- | ---- | ---- |
| 1                         | 埃塞俄比亚（ETH）         | 4    | 1    | 3    | 8    |
| 2                         | （KEN）                   | 3    | 3    | 2    | 8    |
| 3                         | 美国（USA）               | 3    | 2    | 5    | 10   |
| 4                         | 法国（FRA）               | 2    | 2    | 0    | 4    |
| 4                         | 南非（RSA）               | 2    | 2    | 0    | 4    |
| 6                         | 意大利（ITA）             | 2    | 1    | 1    | 4    |
| 7                         | 阿根廷（ARG）             | 2    | 1    | 0    | 3    |
| 8                         | 芬兰（FIN）               | 2    | 0    | 3    | 5    |
| 9                         | 东德（GDR）               | 2    | 0    | 0    | 2    |
| 10                        | 日本（JPN）               | 1    | 2    | 2    | 5    |
| 11                        | 希腊（GRE）               | 1    | 1    | 0    | 2    |
| 11                        | 韩国（KOR）               | 1    | 1    | 0    | 2    |
| 13                        | 卢森堡（LUX）             | 1    | 0    | 0    | 1    |
| 13                        | 葡萄牙（POR）             | 1    | 0    | 0    | 1    |
| 13                        | 捷克斯洛伐克（TCH）       | 1    | 0    | 0    | 1    |
| 13                        | 乌干达（UGA）             | 1    | 0    | 0    | 1    |
| 17                        | 英国（GBR）               | 0    | 4    | 1    | 5    |
| 18                        | 摩洛哥（MAR）             | 0    | 2    | 0    | 2    |
| 18                        | 荷兰（NED）               | 0    | 2    | 0    | 2    |
| 20                        | 比利时（BEL）             | 0    | 1    | 3    | 4    |
| 21                        | 智利（CHI）               | 0    | 1    | 0    | 1    |
| 21                        | 爱沙尼亚（EST）           | 0    | 1    | 0    | 1    |
| 21                        | 爱尔兰（IRL）             | 0    | 1    | 0    | 1    |
| 21                        | 南斯拉夫（YUG）           | 0    | 1    | 0    | 1    |
| 25                        | 新西兰（NZL）             | 0    | 0    | 2    | 2    |
| 25                        | 瑞典（SWE）               | 0    | 0    | 2    | 2    |
| 27                        | 巴西（BRA）               | 0    | 0    | 1    | 1    |
| 27                        | 吉布提（DJI）             | 0    | 0    | 1    | 1    |
| 27                        | 德国（GER）               | 0    | 0    | 1    | 1    |
| 27                        | 匈牙利（HUN）             | 0    | 0    | 1    | 1    |
| 27                        | 苏联（URS）               | 0    | 0    | 1    | 1    |
| 总计（共31个国家 / 地区） | 总计（共31个国家 / 地区） | 29   | 29   | 29   | 87   |

### 女子

#### 歷屆獎牌得主及紀錄
| 届数                      | 金牌                                       | 银牌                                | 铜牌                                      |
| 1984年洛杉矶 （詳細）     | Joan Benoit · 美国（USA）                  | Grete Waitz · 挪威（NOR）           | 罗莎·莫塔 · 葡萄牙（POR）                 |
| 1988年汉城 （詳細）       | 罗莎·莫塔 · 葡萄牙（POR）                  | 莉萨·马丁 · （AUS）                 | 卡特琳·德雷 · 东德（GDR）                 |
| 1992年巴塞罗那 （詳細）   | 瓦伦蒂娜·叶戈罗娃 · 独联体（EUN）          | 有森裕子 · 日本（JPN）              | 洛兰·莫勒 · 新西兰（NZL）                 |
| 1996年亚特兰大 （詳細）   | Fatuma Roba · 埃塞俄比亚（ETH）            | 瓦伦蒂娜·叶戈罗娃 · 俄罗斯（RUS）   | 有森裕子 · 日本（JPN）                    |
| 2000年悉尼 （詳細）       | 高桥尚子 · 日本（JPN）                     | 利迪娅·希蒙 · 罗马尼亚（ROU）       | Joyce Chepchumba · （KEN）                |
| 2004年雅典 （詳細）       | 野口水木 · 日本（JPN）                     | 凯瑟琳·恩德雷巴 · （KEN）           | Deena Kastor · 美国（USA）                |
| 2008年北京 （詳細）       | 康斯坦丁娜·托梅斯库·迪塔 · 罗马尼亚（ROU） | 凯瑟琳·恩德雷巴 · （KEN）           | 周春秀 · 中国（CHN）                      |
| 2012年伦敦 （詳細）       | 蒂基·格拉納 · 埃塞俄比亚（ETH）            | 普瑞斯卡·吉普图 · （KEN）           | Tatyana Petrova Arkhipova · 俄罗斯（RUS） |
| 2016年里约热内卢 （詳細） | 洁米玛·苏姆恭 · （KEN）                    | 尤妮斯·基尔瓦 · 巴林（BRN）         | 玛蕾·迪巴巴 · 埃塞俄比亚（ETH）           |
| 2020年东京 （詳細）       | 佩雷斯·杰普契奇尔 · （KEN）                | 布里吉德·科斯盖 · （KEN）           | 莫莉·塞德尔 · 美国（USA）                 |
| 2024年東京 （詳細）       | 西凡·哈桑 · 荷兰（NED）                    | 提格斯特·阿塞法 · 埃塞俄比亚（ETH） | 海伦·奥桑多·奥比里 · （KEN）              |

#### 多枚奖牌获得者
| 排名 | 运动员            | 代表团                        | 奥运会    | 金牌 | 银牌 | 铜牌 | 总计 |
| ---- | ----------------- | ----------------------------- | --------- | ---- | ---- | ---- | ---- |
| 1    | 瓦伦蒂娜·叶戈罗娃 | 独联体（EUN） · 俄罗斯（RUS） | 1992–1996 | 1    | 1    | 0    | 2    |
| 2    | 罗莎·莫塔         | 葡萄牙（POR）                 | 1984–1988 | 1    | 0    | 1    | 2    |
| 3    | 凯瑟琳·恩德雷巴   | （KEN）                       | 2004–2008 | 0    | 2    | 0    | 2    |
| 4    | 有森裕子          | 日本（JPN）                   | 1992–1996 | 0    | 1    | 1    | 2    |

#### 各国奖牌数
最後更新：2020年东京奥运会

| 排名                      | 国家 / 地区               | 金牌 | 銀牌 | 銅牌 | 总计 |
| ------------------------- | ------------------------- | ---- | ---- | ---- | ---- |
| 1                         | （KEN）                   | 2    | 4    | 1    | 7    |
| 2                         | 日本（JPN）               | 2    | 1    | 1    | 4    |
| 3                         | 埃塞俄比亚（ETH）         | 2    | 0    | 1    | 3    |
| 4                         | 罗马尼亚（ROM）           | 1    | 1    | 0    | 2    |
| 5                         | 美国（USA）               | 1    | 0    | 2    | 3    |
| 6                         | 葡萄牙（POR）             | 1    | 0    | 1    | 2    |
| 7                         | 独联体（EUN）             | 1    | 0    | 0    | 1    |
| 8                         | 俄罗斯（RUS）             | 0    | 1    | 1    | 2    |
| 9                         | （AUS）                   | 0    | 1    | 0    | 1    |
| 9                         | 巴林（BRN）               | 0    | 1    | 0    | 1    |
| 9                         | 挪威（NOR）               | 0    | 1    | 0    | 1    |
| 12                        | 中国（CHN）               | 0    | 0    | 1    | 1    |
| 12                        | 东德（GDR）               | 0    | 0    | 1    | 1    |
| 12                        | 新西兰（NZL）             | 0    | 0    | 1    | 1    |
| 总计（共14个国家 / 地区） | 总计（共14个国家 / 地区） | 10   | 10   | 10   | 30   |

## 屆間運動會
1906年的屆間運動會在雅典举行，当时被官方承认为奥运会系列的一部分，其目的是在国际举办的奥运会之间每隔两年在希腊举行一次运动会。然而，这个计划从未实现，国际奥委会（IOC）后来决定不承认这些比赛是奥运会官方系列赛的一部分。一些体育历史学家继续将这些比赛的结果视为奥林匹克经典的一部分。 
在本次活动中，男子马拉松由加拿大的Billy Shering赢得了比赛。 1906年5英里赛跑的亚军约翰·斯万贝里也在马拉松赛中获得亚军。美国人威廉·弗兰克是铜牌得主。
| 比賽             | 金牌               | 銀牌                 | 銅牌               |
| 1906年屆間運動會 | 加拿大 · 比利·谢林 | 瑞典 · 约翰·斯万贝里 | 美国 · 威廉·弗兰克 |